# Usha Narayanan
Usha Narayanan   (Myanmar, 1923 - 24 de gener de 2008) va ser la primera dama de l'Índia del 1997 al 2002. Va estar casada amb K. R. Narayanan, el desè president de l'Índia. Després de l'assumpció de la presidència pel seu marit, Usha Narayanan es va convertir en la primera dama de l'Índia nascuda a l'estranger. Va tenir un paper clau en les activitats de benestar social de les dones iniciades per la presidència.

## Joventut
Usha Narayanan (nom de naixement: Tint Tint) va néixer el 1922, a Yamethin, Birmània. Va assistir a la Universitat de Yangon i va obtenir el títol de Llicenciada en Arts. Posteriorment, va treballar com a tutora al Departament de Llengua i Literatura Birmanes. Va continuar els seus estudis de postgrau a l'Escola de Treball Social de Delhi mitjançant una beca, obtenint un màster en arts amb especialitat en delinqüència juvenil.

## Vida posterior
Mentre treballava a Yangon, Birmània (ara Myanmar), KR Narayanan va conèixer Tint Tint, amb qui més tard es va casar a Delhi el 8 de juny de 1951. La senyora Tint Tint era activa a la YWCA i en sentir que Narayanan era estudiant de Laski, se li va acostar a parlar sobre la llibertat política davant del seu cercle de coneguts. Mentre K. R. Narayanan i Tint Tint havien nascut al mateix país, la colònia britànica de l'Índia, quan es van conèixer tenien una ciutadania diferent. El seu matrimoni necessitava una dispensa especial per part de Jawaharlal Nehru segons la llei índia, perquè Narayanan era a l'IFS i ella era estrangera. La senyora Tint Tint va adoptar el nom indi Usha i es va convertir en ciutadana índia.
Usha Narayanan va treballar en diversos programes de benestar social per a dones i nens a l'Índia i havia cursat el seu màster en Treball Social a l'Escola de Treball Social de Delhi. També va traduir i publicar diversos contes birmans; una col·lecció d'històries traduïdes per Thein Pe Myint, titulada Sweet and Sour, va aparèixer el 1998.
Tenen dues filles, Chitra Narayanan (antiga ambaixadora índia a Suïssa, Liechtenstein i la Santa Seu) i Amrita Narayanan.
Va morir a l'edat de 84 anys el 24 de gener de 2008 a les 17:30 a l'Hospital Sir Ganga Ram.